# Blue Mitchell (album)
Blue Mitchell è un album di Blue Mitchell (che fu pubblicato anche con il titolo di Soul Village), pubblicato dalla Mainstream Records nel 1971. Il disco fu registrato nel marzo del 1971 a New York City, New York (Stati Uniti).

## Tracce
Brani composti da Blue Mitchell, tranne dove indicato
Lato A
1. Soul Village – 6:00
2. Blues for Thelma – 7:00
3. Queen Bey – 5:00

Lato B
1. Are You Real – 7:19 (Benny Golson, Sergio Mihanovich)
2. Mi hermano – 5:17

## Musicisti
- Blue Mitchell - tromba
- Jimmy Forrest - sassofono tenore
- Walter Bishop Jr. - pianoforte
- Larry Gales - contrabbasso
- Doug Sides - batteria